# Prognatodon
Prognatodon (Prognathodon) – rodzaj wymarłych jaszczurek morskich z rodziny mozazaurów (Mosasauridae).
Żył w okresie późnej kredy (kampan – mastrycht). Rodzaj kosmopolityczny. Szczątki jego przedstawicieli znaleziono w Ameryce Północnej, Europie i w Nowej Zelandii.
Prognatodony osiągały zróżnicowane rozmiary – gatunek typowy, Prognathodon solvayi, dorastał do 6 metrów długości, z czego na czaszkę przypadało 60 cm. Największy gatunek europejski, Prognathodon giganteus, osiągał 10 metrów (czaszka 85 cm), zaś długość Prognathodon waiparensis, szacowana na podstawie czaszki długiej na około 110 cm, wynosi około 11 metrów. Spośród wszystkich mozazaurów Prognathodon miał zęby najlepiej – poza globidensem – przystosowane do miażdżenia pancerzy.
Etymologia nazwy rodzajowej: gr. προ pro „przed”; γναθος gnathos „żuchwa”; οδους odous, οδοντος odontos „ząb”.
Opisano następujące gatunki prognatodona:
- Prognatodon solvayi Dollo, 1889
- Prognatodon giganteus Dollo, 1904
- Prognatodon overtoni (Williston, 1897)
- Prognatodon rapax (Hay, 1902)
- Prognatodon stadtmani Kass, 1999
- Prognatodon waiparaensis Gregg & Welles, 1971